# Миколаєвич Яків
Миколаєвич Яків (6 грудня 1865, присілок Дуброва села Синьків біля Радехова — 1931, Тернопіль) — галицький педагог, краєзнавець, географ, автор першого в Україні історико-краєзнавчого нарису українською мовою — монографії «Опис географічно-статистичний повіту Камянецкого» (1894), член НТШ. 

## Життєпис
Закінчив учительську семінарію у Львові (1884), працював учителем у селах Побужани біля Буська та Половому біля Радехова.
Крім учительської роботи у школі, Я. Миколаєвич значну увагу приділяв просвітницькій діяльності в місцевій громаді. На підставі найновішої інформації, яку отримував з періодичних видань, знайомив селян з передовою агротехнікою ведення сільського господарства, пропагував економічно вигідні в умовах Малого Полісся сільськогосподарські культури, закликав до створення кредитних товариств та проводив активну антиалкогольну та антитютюнову агітацію. Таку просвітницьку роботу Яків Миколаєвич проводив упродовж всього свого життя, працюючи згодом у Жовкві.
Автор науково-методичних праць з педагогіки на сторінках журналу «Учитель» (Львів, 1890-ті).
Упродовж 1896-1930 років — викладач учительської семінарії у Тернополі, активний член багатьох громадських організацій міста.
Брав участь у національно-патріотичному русі українців 1918–1920 років у Тернополі, за що був ув'язнений польською адміністрацією. Покарання відбував у концтаборі Стшалків, що поблизу м. Вжесьня (нині місто Великопольського воєводства, Польща).

## Наукові праці
Роботу над монографією Я. Миколаєвич розпочав у 1892 у відповідь на конкурс найкращого опису повіту краю Природничим музеєм імені Дідушицьких у Львові. Він добре знав природу навколишньої місцевості, цікавився економікою, історією та фольклором. Приступаючи до написання монографії, Я. Миколаєвич освоїв основи наукових знань з географії, етнографії, економіки, історії та інших галузей. Тому праця над книгою тривала порівняно недовго — трохи більше півтора року. Монографія складається з короткого «Вступного слова» (датоване 10 лютого 1894 року), 12 розділів, додатку про зайнятість населення в різних галузях господарства, джерел інформації та трьох картосхем (геологічна, гідрографічна, поселень, а також планів старої і нової хат). В структурі монографії простежуються чотири частини: фізико-географічна або природнича, соціальна, економічна та історична. Праця опублікована у видавництві НТШ у Львові в 1895 році (на титулці вказано 1894 р.).
Я. Миколаєвич є також автором збірки із 110 народних загадок, зібраних в Половому та навколишніх селах, надрукованої в Етнографічному збірнику НТШ у Львові (т. V, 1898).